# Station Queenstown Road (Battersea)
Queenstown Road (Battersea) is een spoorwegstation van National Rail in Wandsworth in Engeland. Het station is eigendom van Network Rail en wordt beheerd door South Western Railway. 